# 千佛山福慧寺
22°55′20″N 120°33′31″E / 22.922239°N 120.558473°E
千佛山福慧寺，曾稱福慧堂、福慧寺、福慧聖寺，是位於臺灣高雄市美濃區竹頭背的佛寺，為當地流傳故事「三母女」的發生地。

## 三母女
此寺與美濃竹頭背三位母女的自力更生故事有關。1933年，在日本讀高中的劉永壽回到家鄉美濃下庄，在赴廣林相親途中，意外遇到家境貧苦、不識字、長相美的古炳妹。劉永壽改變主意，央人說媒，成功娶到古炳妹，婚後相繼生美京、美惠兩位女兒。此後劉永壽再度赴日讀日本醫科大學。古炳妹因為兩地隔閡、格差婚又沒有生兒子被迫於1942年3月回到貧苦的娘家。
至於劉永壽在大學畢業後，徵往南洋作軍醫，戰後回到日本開立小醫院，取名「中山醫院」，收入不錯。他與日本女子結婚，生四位孩子。
古炳妹與弟弟古燈郡靠著美濃大埤頭路邊一甲左右的田地維生，並奉養母親，日子清貧。1943年秋，三旬的古炳妹帶著十歲、七歲兩個女兒到美濃廣興後山的山林，搭草寮棲身，自立更生，永伴青燈。她開墾屋前屋後空地，以種薑、番薯、芋仔維生，有空時會到庄背的善化堂唸佛。小女兒因瘧疾入學慢三年；大女兒外出為美濃鎮蘇添傳醫師、鐘麟發家中幫傭。兩女兒由於見到母親的遭遇，終生未嫁。
1956年，在日本愛知縣的劉永壽從同鄉的溫彩信告知古炳妹的消息後，開始寫信、寄錢給三母女，1963年首次回國探望她們，也協助母女三人完成磚瓦房屋，建立磚瓦水泥的佛堂。1964年，三母女在陳雪梅的鼓勵下，利用堂園四週小塊土地種花出售，販賣新娘花，生活開始步入順境。1973年到1979年，劉永壽每年都回來探望三母女，還捐五十萬元給美濃國小、十萬元給鎮公所，捐贈如美濃國小禮堂、中山路的報時鐘等。
1991年4月中旬，時間為佛堂重建後約一個月，劉永壽在日本病逝，三母女決定將劉的骨灰迎回奉祀。1992年，八旬的古炳妹出家，仰慕釋宣化，將佛堂給萬佛聖城接管。三母女皆同年披剃，古炳妹號「恆承」、兩女兒號「恆藏」、「恆慧」。姊妹平常省吃儉用，決定利用父親生活費做更有意義的事，在1995年、2002年以「美濃三母女」名義捐贈各一輛救護車給美濃消防分隊。
恆承法師於1998年1月圓寂。

## 沿革
最初為古炳妹在1943年搭建的草寮。1954年，鐘麟發協助三母女發起協建佛殿工作。1961年以積蓄、劉永壽捐款、及熱心人士之捐助，建立三間佛堂。1962年3月，註生娘娘安座。
1979年10月25日，福慧堂財團法人及首屆管理委員會正式成立，住持古炳妹、堂主鐘麟發、副堂主邱秀友、三十七位理事、監事主席黃辛富，為慶祝建立三十六週年，設八十桌的大宴。1980年由縣政府及鎮公所補助從山麓林宅右側通往佛寺的柏油路面。1981年春，管理會餘款十萬餘元做堂左大水溝山谷護岸，三年完成。
1991年3月8日，經過三年整建，此佛堂重建落成，除鎮長鍾新財蒞臨主持外，中視《大特寫》節目也到現場採訪報導。1992年3月1日，從「福慧寺」改稱「福慧聖寺」，由萬佛聖城接管。
恆藏、恆慧法師，感於年事已高，經由信徒的引薦而認識千佛山菩提寺，仰慕釋白雲。2000年10月，千佛山承繼此寺管理，更名為「千佛山福慧寺」，2001年1月舉行晉山大典並禮請天岳山鏡印法師擔任送座大和尚，主持新任住持陞座儀式。

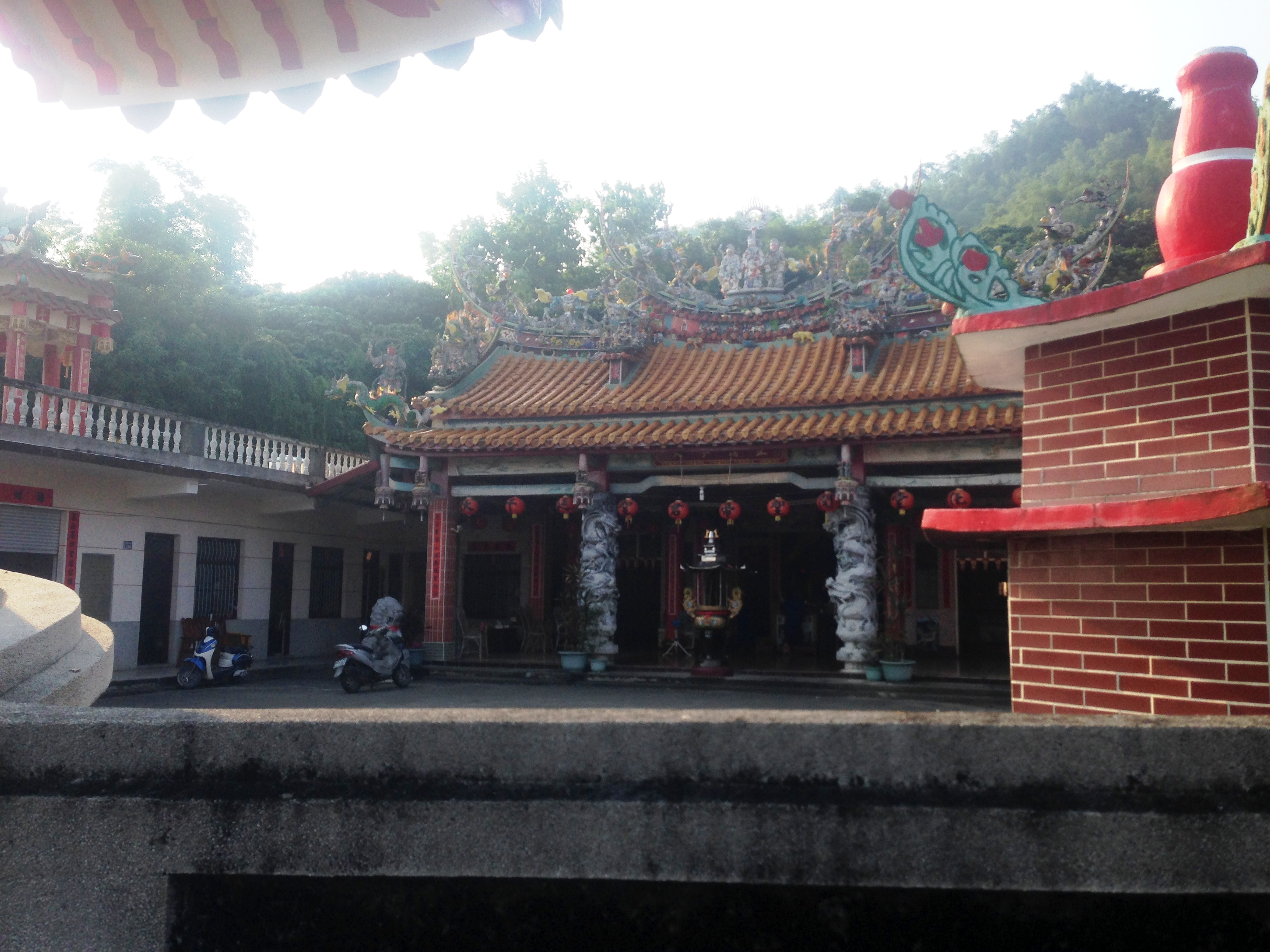
美濃善化堂
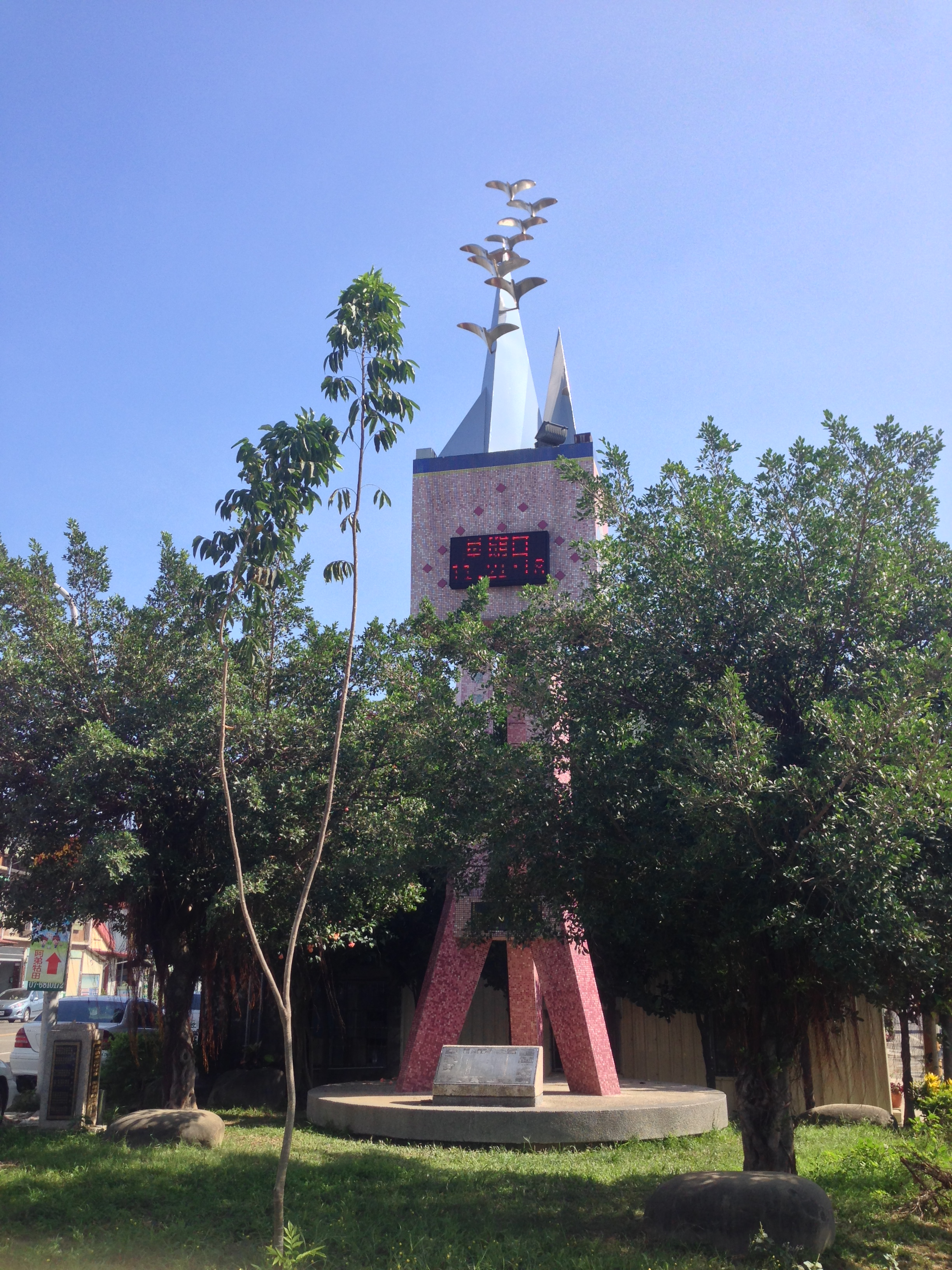
美濃中山路報時鐘
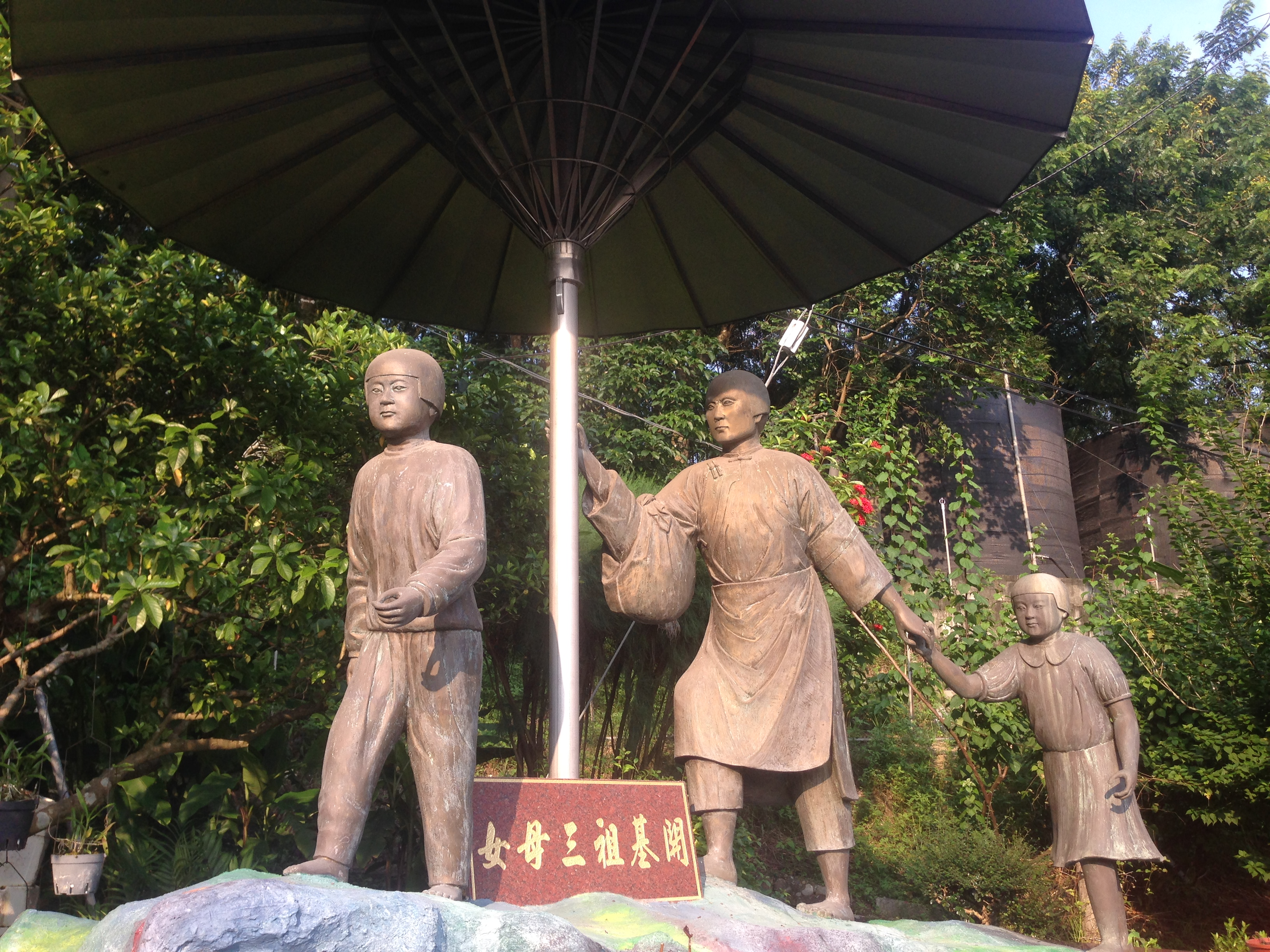
三母女像
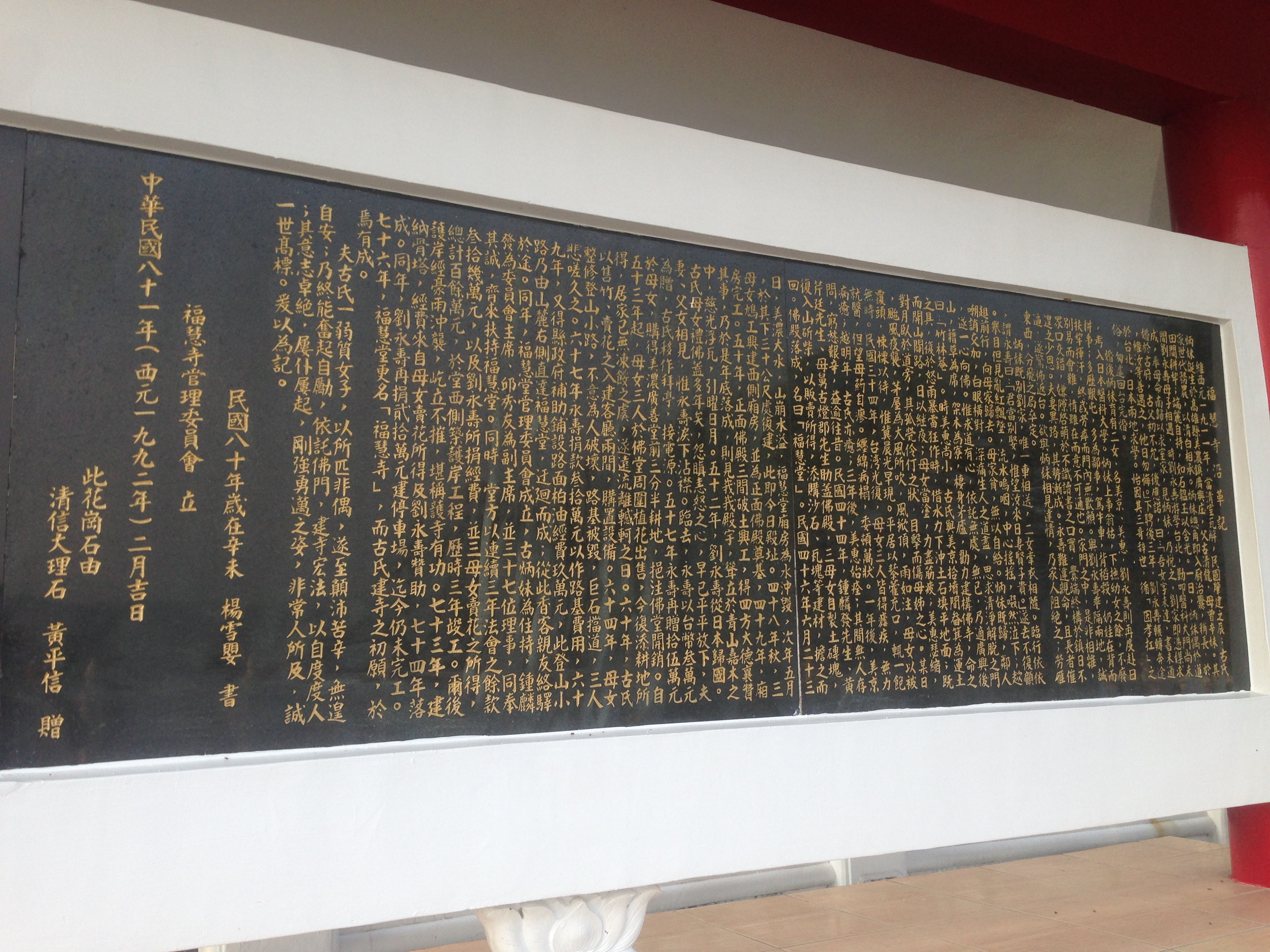
〈福慧寺沿革記〉
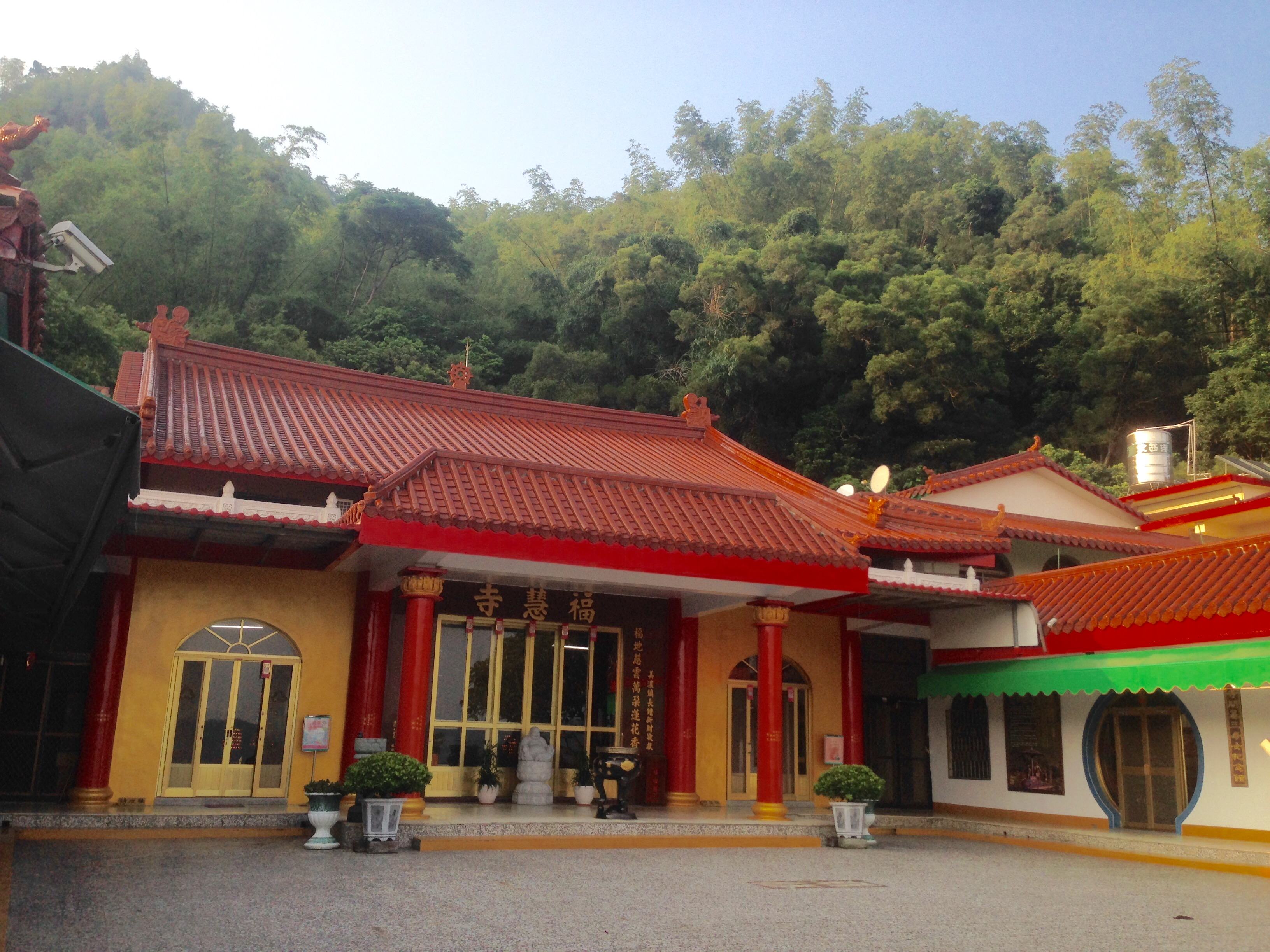
大雄寶殿

## 外部連結
- 千佛山福慧寺官網